# Порядок денний асоціації Україна — ЄС
Порядок денний асоціації Україна — ЄС (англ. EU-Ukraine Association Agenda) — двосторонній документ, що регулює відносини між Україною та ЄС. Містить перелік реформ, які має здійснити Україна у співпраці з ЄС
Документ набув чинності 24 листопада 2009 року, на заміну Плану дій між Україною та ЄС 2005—2008, подовженого на один рік до 2009.
До початку переговорів щодо укладення Угоди про асоціацію між Україною та ЄС у 2007 р. основу двосторонніх відносин складала Угода про партнерство та співробітництво. Практичним інструментом імплементації останньої (з урахуванням загальних принципів Європейської політики сусідства) став План дій Україна-ЄС на 2005—2008 рр., термін чинності якого був продовжений ще на один рік і завершився у 2009 р.

## Порядок денний асоціації та Угода про асоціацію
Майбутня Угода про асоціацію має визначити формат двосторонніх відносин у середньостроковій перспективі. Головна ідея розробки ПДА полягала у заміні Плану дій Україна-ЄС, що, за оцінкою громадських експертів, не виправдав покладених на нього сподівань в окремих сферах співпраці, новим практичним інструментом взаємодії, спрямованим на закріплення нової якості співпраці, ще до набуття чинності Угодою про асоціацію.
Порядок денний асоціації визначає ключові пріоритети реформ, яким Україна має приділити увагу задля того, щоб повною мірою скористатися можливостями поглибленої співпраці, передбаченої Угодою про асоціацію. Загальна мета Порядку денного асоціації відповідає духу Угоди та полягає у поступовому досягненні політичної асоціації та більшої економічної інтеграції з ЄС.
Водночас практична мета ПДА полягає у чіткому визначенні пріоритетів, які вимагають негайних дій ще до офіційного підписання Угоди про асоціацію. Саме задля реалізації практичної мети ПДА перелік наведених у документі пріоритетів, у разі необхідності, може бути змінений та доповнений за згодою між Україною та ЄС.

## Пріоритети та інструменти ПДА
При цьому із загального переліку пріоритетів ПДА щорічно будуть виокремлюватись ті, що мають особливе значення саме протягом визначеного року. Зокрема, 26 січня 2010 року Спільний комітет Україна-ЄС, на рівні старших посадових осіб, ухвалив перелік пріоритетів Порядку денного асоціації на 2010 рік. До цього переліку увійшли 78 пунктів, що належать до визначених у ПДА пріоритетних галузей.
Серед інструментів, які Європейський Союз залучатиме задля допомоги Україні в імплементації цілей та пріоритетів, указаних у ПДА, зокрема, вказуються такі: обмін технічними експертними оцінками і рекомендаціями, найкращими практиками та ноу-хау; обмін інформацією; підтримка у розбудові та посиленні інституційної спроможності; також передбачається можливість залучення консультативної допомоги в процесі наближення законодавства до законодавства ЄС і започаткування секторальних діалогів в окремих секторах.
Крім того, для імплементації Порядку денного асоціації також можуть бути залучені інструменти Східного Партнерства. У разі необхідності, Європейська Комісія також заохочуватиме міжнародних, урядових, ділових та громадських партнерів до реалізації цілей та пріоритетів ПДА, а також сприятиме їм у реалізації цих завдань.

## Порядок денний асоціації та План дій Україна— ЄС: подібності та відмінності
Порівняльний аналіз Порядку денного асоціації та попереднього Плану дій дозволяє виявити такі схожі та відмінні елементи цих документів.
Обидва документи є практичними інструментами співпраці, спрямованими на імплементацію основних положень базових договорів (у випадку Плану дій — попередньої Угоди про партнерство та співробітництво, у випадку ПДА — майбутньої Угоди про асоціацію) відносин між Україною та Євросоюзом. З цієї точки зору План дій мав скоріше «ретроспективну» дію — розроблявся через сім років після набуття чинності УПС для прискорення реалізації її окремих положень, що не були виконані у попередній період. У свою чергу, Порядок денний асоціації має «перспективний» характер, спрямований на випередження перебігу подій, оскільки має на меті започаткувати виконання окремих положень Угоди про асоціацію, яка в цілому ще знаходиться на стадії розробки.
З формальної точки зору, План дій Україна-ЄС належав до інструментарію Європейської політики сусідства — рамкового підходу Євросоюзу до розбудови відносин з країнами, що розташовані по периметру його кордонів як у Європі, так і в Африці. Цей елемент вже сам по собі створював певну упередженість сприйняття цього документу в Україні з огляду на недиференційований характер ЄПС, яка урівнювала інтеграційні перспективи всіх країн — сусідів ЄС. Порядок денний асоціації формально не прив‘язується до Європейської політики сусідства, а подається як ексклюзивний двосторонній інструмент взаємодії між Україною та ЄС, покликаний посилити саме двосторонню основу співробітництва та виокремити її із загального контексту ЄПС. Фактично ж цей документ є імплементаційним інструментом майбутньої Угоди про асоціацію, яка сама є елементом Європейської політики сусідства, передбаченим для всіх країн-партнерів в рамках цієї політики. Оскільки Україна є «піонером» у освоєнні нових інструментів політик ЄС, цілком ймовірно, що напрацьовані у діалозі з нею «типові» документи будуть використані як зразок у відносинах ЄС з іншими країнами-сусідами.
Структура обох документів та їх змістовне наповнення є доволі подібними. Як План дій, так і ПДА містять перелік пріоритетних завдань для виконання українською стороною, що стосуються усіх ключових сфер інституційного розвитку України та її співробітництва з ЄС — політичний діалог, юстиція та внутрішні справи, економічний та соціальний розвиток, торгівля, ринкові та регуляторні реформи, транспорт, енергетика, наука, культура та освіта. Деякі завдання Плану дій «перекочували» майже без змін у ПДА, інші були актуалізовані з урахуванням акумульованого за останні роки прогресу у співробітництві. Крім того, ПДА містить цілком нові пріоритети, які вже більш чітко підпорядковуються логіці політичної асоціації та економічної інтеграції, ніж партнерського співробітництва. Так, багато завдань ПДА дійсно відрізняються підкреслено інтеграційною спрямованістю, ніж у Плані дій (заходи щодо глибшої інтеграції транспортних та енергетичних мереж, забезпечення участі України у галузевих програмах та агентствах ЄС, імплементація Україною секторальних розділів acquis та, в цілому, більш високий ступень наближення законодавства України у різних сферах до європейських стандартів).
На відміну від Плану дій, у ПДА більш чітко простежується намагання посилити саме двосторонній характер зобов‘язань через наголошення на спільній власності та відповідальності за виконання його положень. Формулювання та зміст багатьох положень документу обумовлюють його дещо меншу схожість на перелік односторонніх зобов‘язань України перед ЄС, як це виглядало у випадку з Планом дій.

## Моніторинг виконання зобов'язань у рамках порядку денного асоціації Україна-ЄС
«Громадський моніторинг Порядку денного асоціації Україна-ЄС» — це спільний проєкт концорціуму українських неурядових організацій, що реалізується В Україні. Місія проєкту — провести незалежний громадський моніторинг виконання положень цього ключового документу, який регулює відносини між Україною та ЄС. Проєкт здійснюється за підтримки Міжнародного фонду «Відродження».
Громадський моніторинг виокремлює основні проблеми та виклики, що виникають у процесі виконання пріоритетів ПДА Урядом країни та Європейською стороною у визначених пріоритетних сферах. Реалізація проєкту передбачає аналіз правових актів, політичних документів, прийнятих законопроєктів, що будуть стосуватися виконання положень з боку української сторони Порядку денного про Асоціацію між Україною та ЄС у сферах політичного та економічного діалогу: конституційного реформування, розвитку громадянського суспільства, реформи публічної адміністрації та її прозорості, судової реформи, доступу до правосуддя та правової допомоги, кримінальної юстиції та захисту прав людини, економічних перетворень, безпекової сфери.
У 2013 році громадськістю була проведена оцінка екологічної складової двостороннього співробітництва між Україною та ЄС та оприлюднено моніторинговий звіт.

## Виноски
1. ↑  Оцінка виконання Плану дій Україна-ЄС: довкілля та сталий розвиток / Під ред. Н.Андрусевич. Львів. 2009. 104 с.
2. ↑  Оцінка екологічної складової двостороннього співробітництва між Україною та ЄС / Під ред. Андрусевич Н. — Львів. — 2013. — 202 с. Архів оригіналу за 31 жовтня 2013. Процитовано 28 травня 2013.